# Betum (pasta)
El betum és una pasta obtinguda de la fusió de diversos tipus de ceres dures i parafina amb la incorporació de dissolvents. S'utilitza per a enllustrar el calcer fet de cuir animal.

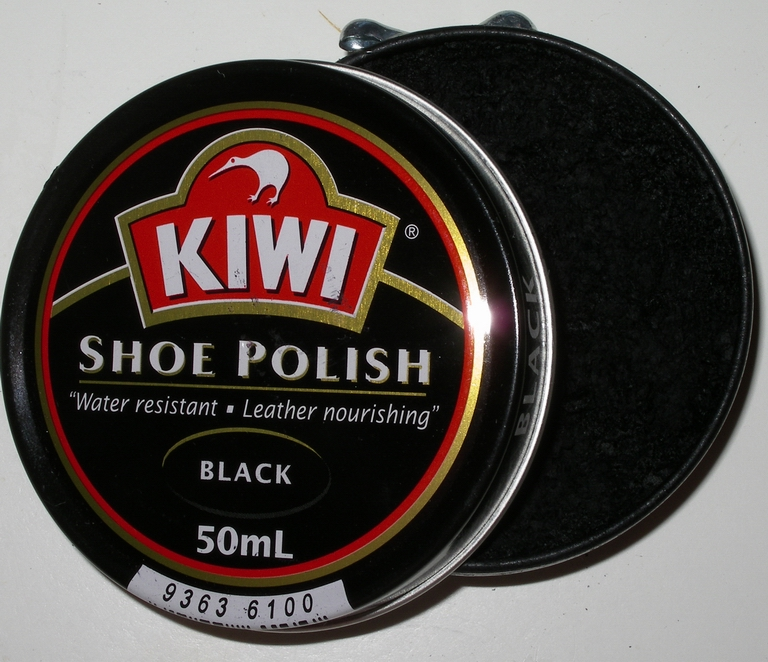
Llauna de betum per a sabates negres.

Actualment molts dels productes que s'utilitzen per a la neteja del calçat no corresponen a la definició de betum, puix que ni són en forma de pasta ni els seus components són les ceres.